# Nanuza
Nanuza, rod polugrmova iz porodice velocijevki (Velloziaceae). Na popisu su 3 priznate vrste rasprostranjenih po istoku Brazila .
Rod je opisan u Smithsonian Contributions to Botany 30: 38. 1976.

## Vrste
1. Nanuza almeidae R.J.V.Alves
2. Nanuza luetzelburgii R.J.V.Alves
3. Nanuza plicata (Mart.) L.B.Sm. & Ayensu